# Compagnie du chemin de fer de Paris à Orléans et du Midi

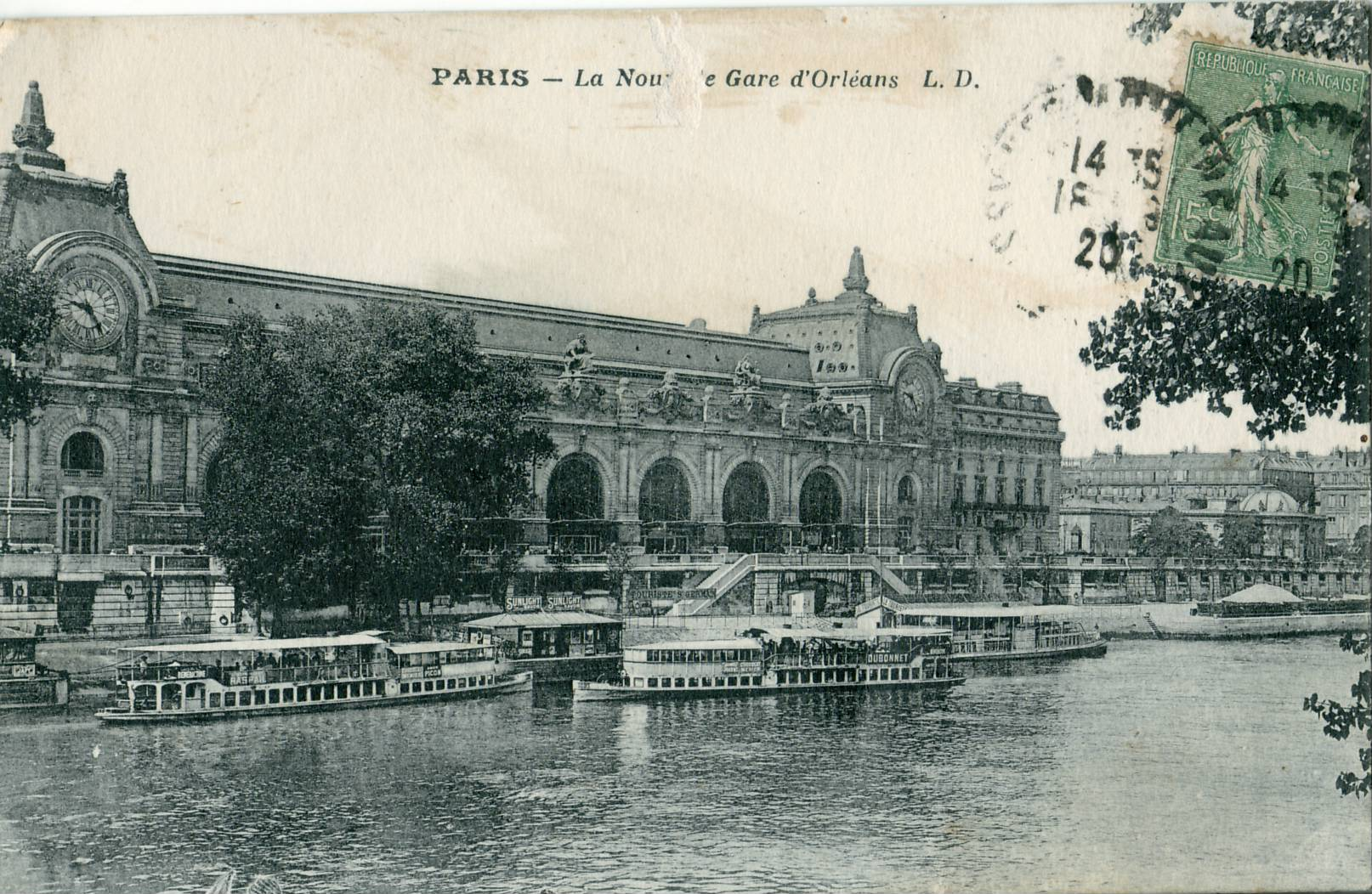
La gare de Paris-Orsay, longtemps tête de ligne de la compagnie du PO-Midi.

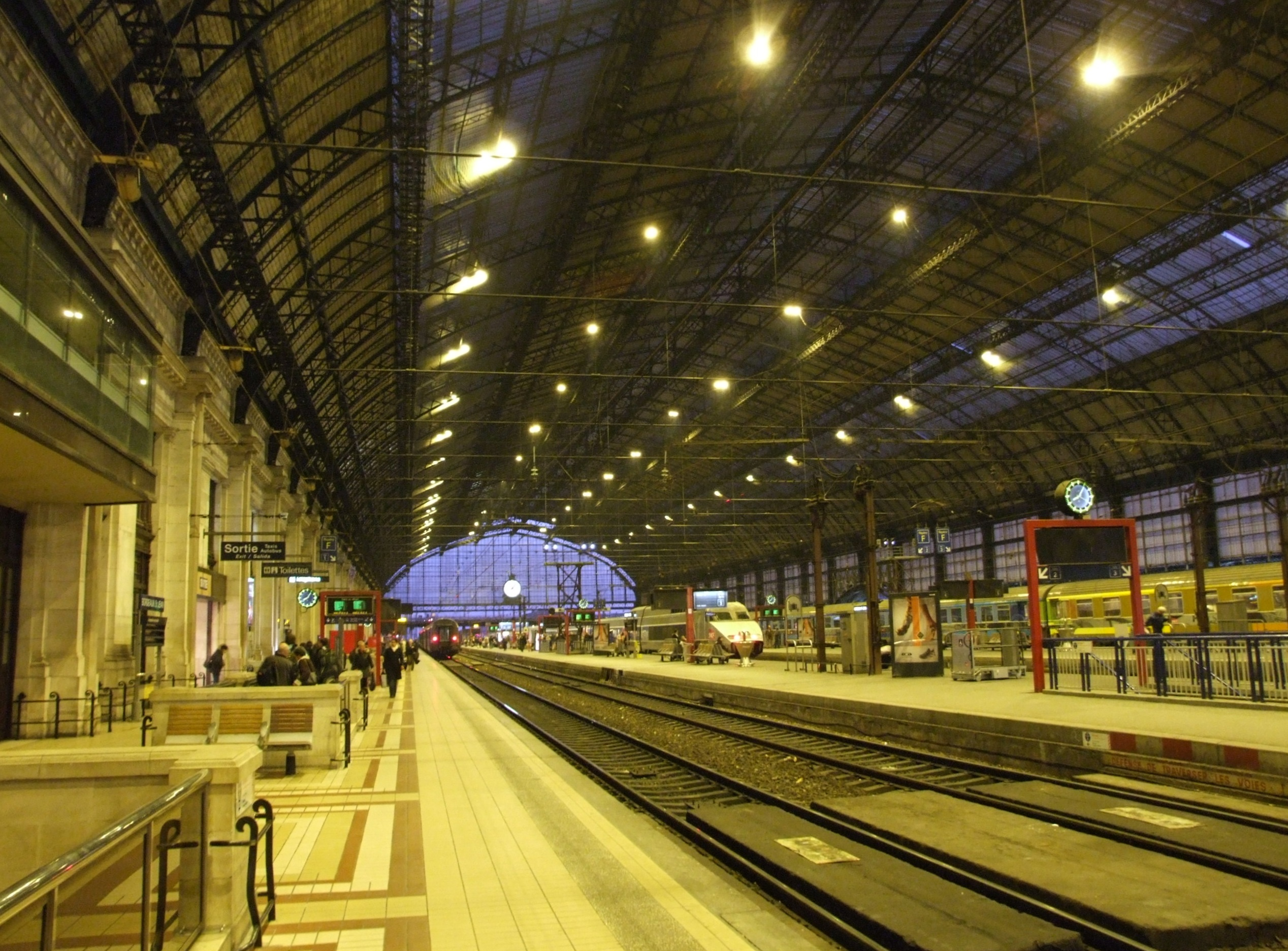
La gare de Bordeaux-Saint-Jean, une gare très importante du réseau Midi. On peut voir la gare dans sa configuration contemporaine.

La compagnie du chemin de fer de Paris à Orléans et du Midi (PO Midi) est le surnom donné à la communauté d'intérêt financière, commerciale et technique issue du rapprochement, en 1934, de la Compagnie des chemins de fer du Midi et du Canal latéral à la Garonne (Midi), qui exploitait les lignes ferroviaires situées au sud d'un axe Bordeaux - Toulouse - Sète, et de la Compagnie du chemin de fer de Paris à Orléans (PO), qui exploitait un vaste réseau situé à l'ouest d'une courbe Quimper - Nantes - Paris - Clermont-Ferrand - Toulouse - Bordeaux.
La nationalisation des Compagnies du PO et du Midi et leur fusion avec les cinq autres grandes compagnies ferroviaires françaises, le 1er janvier 1938, met fin à la période d'exploitation commune et donna naissance à la Société nationale des chemins de fer français (SNCF).

## Historique
Le 16 juin 1933, les Compagnies des chemins de fer de Paris à Orléans et du Midi et du Canal latéral à la Garonne passent un accord pour mettre en commun l'exploitation de leurs réseaux ferroviaires. Ce texte est validé par l'accord signé entre le ministre des Travaux publics et les grandes compagnies ferroviaires, le 6 juillet 1933. Cet accord est approuvé par une loi deux jours plus tard.
Ainsi, dès le 1er janvier 1934, les deux compagnies mettent en commun l'exploitation de leur réseau, mais se répartissent les charges et les recettes, selon les dispositions d'un contrat d'exploitation signé le 21 février 1934.